# Polycirrus aurantiacus
Polycirrus aurantiacus är en ringmaskart som beskrevs av Grube 1860. Polycirrus aurantiacus ingår i släktet Polycirrus och familjen Terebellidae. Enligt den svenska rödlistan är arten otillräckligt studerad i Sverige. Arten förekommer i Götaland. Artens livsmiljö är havet. Inga underarter finns listade i Catalogue of Life.